# Шабалин, Владимир Алексеевич
Владимир Алексеевич Шабалин (1920—1999) — советский учёный и военный деятель, организатор работ по созданию управляющих систем оборонно-космической техники, доктор технических наук (1981), генерал-лейтенант-инженер (1978), генерал-лейтенант (1984). Лауреат Государственной премии СССР (1976). Директор Московского НИИ приборной автоматики (1970—1986).

## Биография
Родился 15 февраля 1920 года в Томске.
С 1938 по 1941 год обучался на геологоразведочном факультете Томского индустриального института и с 1941 по 1943 год продолжил обучение и окончил Военную электротехническую академию связи. С 1943 по 1945 год служил в составе 8-го корпуса ПВО Южного фронта ПВО на должности командира отдельной батареи радиолокационной станции орудийной наводки 183-го зенитно-артиллерийского полка. С 1945 по 1954 года служил на командно-штабных должностях в составе 98-й дивизия ПВО Приамурской армии ПВО, в том числе в качестве помощника начальника штаба 742-го зенитно-артиллерийского полка был участником Советско-японской войны.
В 1954 году переведён в кадры Советской армии. С 1954 по 1986 год на научно-исследовательской работе в НИИ № 5 ГАУ МО СССР (в последующем Московский НИИ приборной автоматики в должностях: старший научный сотрудник, с 1957 по 1959 год — руководитель лаборатории моделирования системы наведения истребительной авиации, участник разработки системы объектового контроля радиолокационной информации, для аппаратуры наведения истребителей-перехватчиков «Каскад». С 1959 по 1970 год — главный конструктор и руководитель работ для Радиотехнических войск ПВО СССР по созданию, испытаниям и принятию на вооружение радиолокационного узла средней производительности «Межа». В 1968 году В. А. Шабалин защитил диссертацию на соискание учёной степени кандидат технических наук.
С 1970 по 1986 год — директор Московского НИИ приборной автоматики, под руководством и при непосредственном участии В. А. Шабалина для нужд ПВО СССР были разработаны автоматизированные системы управления средств наведения противовоздушной обороны и зенитного ракетно-артиллеристского комплекса «Луч», «Низина», «Байкал», «Сплав» и «Каштан», радиолокационное устройство противовоздушной обороны «Основа». 10 октября 1978 года Постановлениями СМ СССР В. А. Шабалину было присвоено звание генерал-лейтенант-инженер, а в 1981 году распоряжением ВАК СССР без защиты диссертации ему было присвоено учёное звание доктор технических наук. В 1976 году Постановлением ЦК КПСС и СМ СССР «За создание автоматических систем управления для Войск противовоздушной обороны страны» В. А. Шабалин был удостоен Государственной премии СССР.
Скончался 4 марта 1999 года в Москве, похоронен на Востряковском кладбище.

## Высшие воинские звания
- Генерал-майор-инженер (6.05.1972)
- Генерал-лейтенант-инженер (30.10.1978)
- Генерал-лейтенант (26.04.1984)[6]

## Награды
- Орден Ленина
- Орден Отечественной войны 1-й степени
- Орден Трудового Красного Знамени
- Орден Красной Звезды
- Орден «Знак Почёта»
- Медаль «За боевые заслуги»
- Медаль «За победу над Германией в Великой Отечественной войне 1941—1945 гг.»
- Медаль «За победу над Японией»
- Государственная премия СССР (1976)[1][2][3]